# Васильев, Юрий Васильевич (дирижёр)
Юрий Васильевич Васи́льев (род. 7 января 1946, Вурманкасы) — советский, российский музыкант, Народный артист Российской Федерации (1997).

## Биография
Окончил Чувашское республиканское культпросветительское училище в  1965 году, Ленинградский институт культуры в 1969 году (класс Д. Ардентова), Казанскую консерваторию в 1976 году (класс И. Рахимуллина).
С 1976 года — художественный руководитель и главный дирижёр Чувашского государственного академического ансамбля песни и танца.

## Награды и звания
- Заслуженный деятель искусств Чувашской АССР (1980)
- Государственная премия Чувашской АССР им. К. В. Иванова (1984)
- Заслуженный деятель искусств РСФСР (1988)
- Народный артист Российской Федерации (1997)
- Орден Дружбы (2006)
- Медаль ордена «За заслуги перед Чувашской Республикой»